# Leonard Lake
Pour l’article homonyme, voir Lake.
Leonard Lake né le 29 octobre 1945 à San Francisco en Californie et mort le 6 juin 1985 est un tueur en série américain. Il a souvent utilisé le pseudonyme Leonard Hill. Les crimes qu'il a commis avec Charles Ng sont devenus connus lorsque Lake s'est suicidé en prenant une pilule de cyanure, peu après avoir été arrêté pour une infraction avec arme à feu.

## Biographie
Leonard Lake est né à San Francisco, en Californie. Quand il avait six ans, ses frères, ses sœurs et lui ont été envoyés vivre avec leurs grands-parents après que leurs parents se sont séparés. Il aurait été un enfant brillant, s'il n'avait une obsession de la pornographie qui découle de la prise de photos de nu de ses sœurs, apparemment avec l'encouragement de sa grand-mère. Il a aussi été allégué que Lake a extorqué des faveurs sexuelles à ses sœurs.
En 1965, à 19 ans, Leonard Lake a rejoint le Corps des Marines et a servi deux fois durant la guerre du Vietnam comme opérateur radar. Un trouble de la personnalité schizoïde lui ayant été diagnostiqué, Lake a finalement subi une psychothérapie, sur demande médicale en 1971. De retour à la vie civile, il a vécu à San José, en Californie, et a brièvement fréquenté l'Université d'État de San José, l'abandonnant après un semestre. On croit qu'il a rejoint un groupe de hippies dans les années 1970 et s'installe avec eux dans une commune hippie. En 1975, Leonard Lake se marie, mais le mariage est dissous rapidement, car sa femme avait découvert qu'il avait joué dans des films pornographiques amateurs, impliquant généralement servitude et sadomasochisme.
En 1980, Leonard Lake a été libéré de prison après une année de détention pour vol de voiture. Il était marié à nouveau en 1981 à Claralyn Balasz, une femme qu'il avait rencontrée alors qu'il travaillait à une foire renaissance en 1977. Cependant, Balasz l'a quitté, lassée par le comportement erratique de son mari et son insistance à la pousser à devenir actrice de films pornographiques. Leonard Lake a été arrêté en 1982 pour une violation concernant des armes à feu, mais il a été mis en liberté sous caution et s'est installé dans un ranch à distance dans Wilseyville, le comté de Calaveras, détenu par son ex-femme Balasz. En 1982, Leonard Lake a rencontré un homme de Hong Kong nommé Charles Ng. Ils se sont liés d'amitiéet ont cohabité dans le ranch. C'est à Wilseyville qu'ont commencé les meurtres, la torture et les viols. La plupart des victimes de Leonard Lake et Charles Ng étaient des gens qu'ils connaissaient.

## Découvertes
Le 2 juin 1985, un homme asiatique, plus tard identifié comme Charles Ng, a été vu au sud de San Francisco pour vol à l'étalage. Il a fui au moment où la police est arrivée, mais Leonard Lake, qui était avec lui, a été arrêté lorsque sa voiture a été trouvée contenant un revolver calibre 22 illégalement équipé d'un silencieux.
Il s'est identifié comme Robin Stapley et avait un permis de conduire à ce nom. La police l'a suspecté parce que, selon le permis de conduire, Robin Stapley était âgé de 26 ans alors que l'homme qu'ils avaient en garde à vue était clairement âgé de 30 ans. Tout en étant interrogé au poste de police, Lake a demandé un verre d'eau dont il s'est servi pour avaler une pilule de cyanure cachée dans le revers de sa chemise. Il s'est effondré et a été transporté à l'hôpital, où il est entré dans un coma, et a survécu grâce aux appareils de réanimation pendant quatre jours avant d'être déclaré mort.
Peu après, la police confirma la véritable identité de leur suspect comme étant Leonard Lake. Par ailleurs, l'homme dont Leonard Lake avait pris l'identité, Robin Stapley, avait disparu depuis plusieurs semaines. Il se trouva que la voiture de Lake appartenait à Paul Cosner, 39 ans, qui avait disparu huit mois auparavant en novembre 1984.
La police a fouillé le ranch de Lake dans Wilseyville. Il était clair que Lake était un survivaliste, son ranch était équipé d'un bunker et d'une planque d'armes. Dans un journal, Lake avait écrit combien il était convaincu qu'il allait y avoir une guerre nucléaire mondiale, et il a planifié une liste de survivants dans son bunker et la reconstruction de la race humaine avec une collection de femmes esclaves (il a nommé ce plan « Opération Miranda » d'après un personnage dans le livre The Collector de John Fowles). La police a également trouvé des vidéos montrant Lake et Ng torturant et violant des femmes.
Les environs du ranch ont été fouillés et douze cadavres ont été découverts dans des tombes peu profondes. Parmi ces victimes furent découvertes deux familles : Harvey Dubs sa femme, Deborah, et son fils, Sean; et Lonnie Bond, Brenda O'Connor et leur bébé, Lonnie Bond Jr. Les femmes avaient été agressées sexuellement et tuées après que leur mari et les nourrissons eurent été éliminés. Cinq des corps étaient des hommes attirés vers le ranch pour être volés et tués - dont Robin Stapley et Paul Cosner - et le 12e a été identifié comme Kathleen Allen, âgée de 18 ans qui connaissait Ng parce que son ami avait été son compagnon de cellule en prison. La police a également trouvé des fragments d'os humains calcinés (plus de 45 livres au total), mais ils ont été incapables de déterminer l'identité des victimes ou leur nombre exact. Il a été postulé que le nombre de personnes assassinées inconnues pourrait s'élever à 25.
Le frère cadet de Lake, Donald, avait disparu en 1983 et était présumé mort, comme Charles Gunnar, un ami de Lake durant sa période militaire; les restes de ces derniers ont été découverts dans le ranch en septembre 1992.

## Documentaire télévisé
- « Charles Ng et Leonard Lake : le duo californien » dans Portraits de criminels sur RMC Story et sur RMC Découverte.